# 薩哈林灣
薩哈林灣（俄语：Сахалинский Залив）是位於俄罗斯大陸和庫頁島北端之間的鄂霍次克海，寬160公里，潮汐高度2至3米，每年十一月至六月結冰。它通过涅韦尔斯科伊海峡与鞑靼海峡相连。该湾北部宽南部窄，深在40米以下。莫斯卡尔沃港位于湾的东岸，在其中捕捞鲑科和大西洋鳕。博尔沙亚河注入。第一次为欧洲人所知是在1639年伊万·尤里耶维奇·莫斯科维京发现。